# Entità municipalizzate decentralizzate
Le Entità municipalizzate decentralizzate (in spagnolo: Entidad Municipal Descentralizada, in catalano: Entitat Municipal Descentralitzada, o EMD è il nome con cui in Catalogna si identifica una entità locale minore fatta da uno o più nuclei  di popolazione senza un proprio municipio e governata da un consiglio di "vicini" retto da un presidente.

## Elenco esaustivo
A fianco del nome dell'entità municipalizzata decentralizzata viene specificato il municipio a cui apparteneva e la sua comarca.

## A
- Ainet de Besan (Alins, Pallars Sobirà)
- Arànser (Lles, Cerdagna)
- Araós (Alíns, Pallars Sobirà)
- Arcavell i la Farga de Moles (Les Valls de Valira, Alt Urgell)
- Arestuy (Llavorsí, Pallars Sobirà)
- Àreu (Alins, Pallars Sobirà)
- Arró (Las Bordas, Val d'Aran)
- Arrós y Vila (Vielha e Mijaran, Val d'Aran)
- Ars (Les Valls de Valira, Alt Urgell)
- Arties e Garòs (Naut Aran, Val d'Aran)
- Asnurri (Les Valls de Valira, Alt Urgell)
- Aubert y Betlan (Vielha e Mijaran, Val d'Aran)

## B
- Baldomar, (Artesa de Segre, Noguera)
- Bagergue (Naut Aran, Val d'Aran)
- Baqueira, Tredòs (Naut Aran, Val d'Aran)
- Baiasca (Llavorsí, Pallars Sobirà)
- Bellaterra (Sardañola del Vallés, Vallés Occidental)
- Bescaran (Les Valls de Valira, Alt Urgell)
- Betrén (Vielha e Mijaran, Val d'Aran)
- Bítem (Tortosa, Bajo Ebro)[1]

## C
- Campredó (Tortosa, Bajo Ebro)[2]
- Canalda (Odèn, Solsonès)
- Casau (Vielha e Mijaran, Val d'Aran)
- Civís (Les Valls de Valira, Alt Urgell)

## D
- Durro i Saraís (Valle de Bohì, Alta Ribagorza)

## E
- Escuñau y Casarilh (Vielha e Mijaran, Val d'Aran)
- Espuy (Torre de Capdella, Pallars Jussà)
- Estartit (Torroella de Montgrí, Bajo Ampurdán)[3]

## F
- Fontllonga i Ametlla (Camarasa, Noguera)

## G
- Gausach (Vielha e Mijaran, Val d'Aran)
- Gerb (Os de Balaguer, Noguera)
- Gessa (Naut Aran, Val d'Aran)
- la Guàrdia d'Ares (Les Valls d'Aguilar, Alt Urgell)

## I
- Isil i Alós (Alto Aneu, Pallars Sobirá)

## J
- Jesús (Tortosa, Bajo Ebro)
- Josa de Cadí (Josa Tuixen, Alt Urgell)

## M
- Manyanet (Sarroca de Bellera, Pallars Jussà)
- Montenartró (Llavorsí, Pallars Sobirà)
- Els Muntells (San Jaime de Enveija, Montsià)

## N
- Nas (Bellver de Cerdanya, Cerdagna)

## O
- Olià (Bellver de Cerdanya, Cerdagna)
- Os de Civís (Les Valls de Valira, Alt Urgell)

## P
- Pi (Bellver de Cerdanya, Cerdagna)
- Picamoixons (Valls, Alto Campo)
- Pla de la Font (Gimenells i el Pla de la Font, Segrià)

## R
- Raimat (Lérida, Segrià)
- Rocallaura (Vallbona de las Monjas, Urgell)

## S
- San Martín de Torruella (San Juan de Torruella, Bages)
- San Juan Fumat (Les Valls de Valira, Alt Urgell)
- Sant Miquel de Balenyà (Seva, Osona)[4]
- Santa Eugenia de Nerellá (Bellver de Cerdanya, Cerdagna)
- Santa María de Meyá (Vilanova de Meyá, Noguera)
- Seana (Bellpuig, Urgell)
- Sellui (Bajo Pallars, Pallars Sobirà)
- Senet (Vilaller, Alta Ribagorza)
- La Serra d'Almos (Tivisa, Ribera de Ebro)
- Sorpe (Alto Aneu, Pallars Sobirà)
- Sossís (Conca de Dalt, Pallars Jussà)
- Sucs (Lérida, Segrià)

## T
- Talladell (Tárrega, Urgell)
- Taús (Les Valls d'Aguilar, Alt Urgell)
- Tornafort (Soriguera, Pallars Sobirà)

## U
- Uña (Alto Arán, Val d'Aran)

## V
- Valldoreix (San Cugat del Vallés, Vallés Occidental)
- Vila i Vall de Castellbò (Montferrer Castellbó, Alt Urgell)
- Vilac (Vielha e Mijaran, Val d'Aran)
- Vilamitjana (Tremp, Pallars Jussà)
- Víllec i Estana (Montellà i Martinet, Cerdagna)